# Abigail Irozuru
Abigail Onyekachi Irozuru (Manchester, 3 gennaio 1990) è una lunghista britannica.

## Biografia
Irozuru si è avvicinata all'atletica leggera nell'adolescenza, praticando le prime gare di velocità e salto in lungo. Ha esordito internazionalmente nel 2007, debuttando tra i seniores nel 2012 agli Europei di Helsinki prima di ritirarsi dall'agonismo nel 2016.
Nel 2019 ritorna alle competizioni internazionali conquistando la finale degli Europei indoor di Glasgow e i suoi primi Mondiali a Doha.

## Palmarès
| Anno                                  | Manifestazione                         | Sede       | Evento         | Risultato | Prestazione | Note                                     |
| ------------------------------------- | -------------------------------------- | ---------- | -------------- | --------- | ----------- | ---------------------------------------- |
| In rappresentanza della Gran Bretagna |                                        |            |                |           |             |                                          |
| 2007                                  | Mondiali U18                           | Ostrava    | Salto in lungo | 15ª (q)   | 5,86 m      |                                          |
| 2008                                  | Mondiali U20                           | Bydgoszcz  | Salto in lungo | 8ª        | 6,16 m      |                                          |
| 2009                                  | Europei U20                            | Novi Sad   | Salto in lungo | 17ª (q)   | 5,95 m      |                                          |
| 2012                                  | Europei                                | Helsinki   | Salto in lungo | 21ª (q)   | 6,19 m      |                                          |
| 2019                                  | Europei indoor                         | Glasgow    | Salto in lungo | 7ª        | 6,50 m      |                                          |
| 2019                                  | Mondiali                               | Doha       | Salto in lungo | 7ª        | 6,64 m      |                                          |
| 2021                                  | Europei indoor                         | Toruń      | Salto in lungo | 15ª (q)   | 6,44 m      | Miglior prestazione personale stagionale |
| 2021                                  | Giochi olimpici                        | Tokyo      | Salto in lungo | 11ª       | 6,51 m      |                                          |
| 2022                                  | Europei                                | Monaco     | Salto in lungo | 20ª (q)   | 6,15 m      |                                          |
| In rappresentanza dell' Inghilterra   |                                        |            |                |           |             |                                          |
| 2008                                  | Giochi della gioventù del Commonwealth | Pune       | Salto in lungo | Oro       | 5,92 m      |                                          |
| 2022                                  | Giochi del Commonwealth                | Birmingham | Salto in lungo | 12ª       | 6,19 m      |                                          |

## Altre competizioni internazionali
2019
- agli Europei a squadre (Super League) ( Bydgoszcz), salto in lungo - 6,75 m